# Системный риск
Системный риск (англ. systemic risk) — риск, при котором неспособность выполнить свои обязательства одного из участников системы расчётов или финансового рынка вызывает неспособность других участников или финансовых учреждений выполнить свои обязательства (включая обязательства по осуществлению расчётов в системах перевода средств) должным образом. Системный риск — это риск краха всей финансовой системы или всего финансового рынка в отличие от риска, связанного с каким-либо участником финансового рынка, группы участников или отдельной компоненты финансовой системы.
Такой сбой может вызвать значительные проблемы ликвидности или проблемы кредитования, и как следствие, может нанести ущерб стабильности финансовых рынков. Нестабильность финансовых рынков в свою очередь негативно воздействует на уровень экономической активности участников хозяйственной деятельности.
Основными рисками, которые могут привести к реализации системного риска в системе расчётов, являются:
- правовой риск;
- операционный риск;
- кредитный риск;
- риск ликвидности.

Реализация одного или нескольких рисков одной кредитной организации способны нарушить своевременность расчётов между кредитными организациями расчётной системы.